# دارين كينيدي
دارين كينيدي (بالإنجليزية: Darren Kennedy)‏ هو صحفي أيرلندي، ولد في 12 يناير 1981 في دبلن في جمهورية أيرلندا.

## وصلات خارجية
- الموقع الرسمي
- دارين كينيدي على موقع IMDb (الإنجليزية)